# リサ・マリー・ヤング失踪事件
リサ・マリー・ヤング（Lisa Marie Young）は、2002年6月30日にカナダのブリティッシュコロンビア州ナナイモ市で失踪した当時21歳のファーストネイションズの女性である。その晩、彼女は地元のナイトクラブと幾つかのハウスパーティに参加した後、出会った男性にファーストフード店へ誘われ車に乗った。その後彼女が目撃される事はなく、彼女の失踪は殺人事件として取り扱われている。

## 来歴
リサ・マリー・ヤングは、父のドン・ヤング、母のマレーネ ”ジョアン” マーティンの長女として生まれた。彼女にはブライアンとロビンという２人の弟がいた。マーティンはバンクーバー島の西海岸にあるクラクワット族の出身であり 、彼女の両親は共に近くのミアーズ島にあるカカウィス寄宿学校に通っていた。
ヤングは家族と近しい中であった。母のマーチンによると、彼女は独立心が強く、仕事熱心で意思もしっかりな「内なる強さがとにかく素晴らしい人」と説明した。彼女からの最後の連絡を受けた知人のダラス・ハーリーによると彼女は「外向きで自信があり、生命に溢れる」人であり、また彼女の事を「すぐに彼女に気づく存在、パーティーや集まり、どんな場でも。彼女はとにかく“光”を持っていた」という。 
彼女の失踪の直前、父のドンの援助の共に一人暮らしを始める為、北ナナイモのアパートへの引越しの準備をしながら、彼女は新しい暮らしへの期待を募らせていたとヤングはまた、失踪してから2日以内にコールセンターで仕事を始める準備をしており、また専門学位や大学への進学を検討しながら、将来はスポーツキャスターになる希望を持っていた。

## 失踪
2002年6月29日の午後11:00にヤングは実家を出発し、友達らとナイトクラブに向かった。両親共に忙しい週末の中でともあり、多少不自然と思っていたとしその夜、ヤングはナナイモ市内のナイトクラブ「ジャングル」(現在は「エボルブナイトクラブ」)で過ごし、ハーリーの誕生日を数人の友人と祝っていた。ナイトクラブが閉まる深夜の午前02:30時、日付が変わった2002年6月30日ヤングの友人の1人がクリストファー・ウィリアム・アデアと会話を始め、彼の誘いから南ナナイモ市のハウスパーティに当時、彼の乗っていた赤いジャガーに乗り、会ったばかりではあったがその誘いに便乗した。
一時間程、そのハウスパーティーで過ごした後、グループは別のハウスパーティーに移動する。その別のパーティーでベジタリアンだったヤングは食べられる物が見つからず、お腹を空かしていたと。クリストファー・ウィリアム・アデアは近くのサンドイッチ屋に送ると誘い、ヤングもオーケーした。そのヤングが目撃されたのは午前03:00時ごろ、そのハウスパーティーをアデアと共に出発した時だったと
パーティーの会場を出て間もなく、ヤングはハーリーの携帯電話に連絡した。その電話でヤングはアデアはサンドウッチ屋には連れて行かず、彼女の実家にも送らず、ドライブウェーにて車の中から出して貰えない状況だと連絡した。ハーリーに最後、ヤングが連絡をしたのは午前04：30時、テキストメーセージで“迎えに来て、彼等が帰させてくれない。ヤングの携帯電話の電波はナナイモ市内のデパーチャーベイ付近であったとしヤングの家族は、彼女の携帯電話がどういう風に電波検索されたのか、また結果どうなったのかは知らないとした

## 調査
2002年6月30日中にヤングからの連絡が両親に無く、携帯電話にも出なかったが、最初は彼女が忙しいと考えていたと。しかし、ヤングの以前のルームメイトがヤングが居場所を尋ねてからは懸念が始まったと。電話帳の知り合いに連絡確認した後、ヤングの両親はナナイモ支部のRoyal Canadian Mounted Police「カナダ連邦政府国家警察」(以下通称:RCMP)に連絡した。ヤングの両親は彼女が失踪し48時間経った後、再度通報する様に言われたが、その晩に警察官が質問とヤングの写真を貰いに自宅に伺った。その数日後、RCMPよりヤングの失踪は特別犯罪科にて捜査されていると連絡を貰った。
ハウスパーティーに誘ったクリストファー・ウィリアム・アデアがヤングの失踪から2ヶ月経った後、警察より事情聴取を受けた。アデアは以前、ブリティッシュコロンビア州カムループスでは詐欺 、盗難 、アルバータ州、エドモントンではクレジットカードの無断使用などの犯罪歴を持っていた。ヤングの母はアデアと警察の事情聴取室にて対面された。ヤングの母は娘の何処を尋ねた際、アデアは「答えられない。ごめんなさい、あなたの家族を侮辱するつもりはない。」と答えた。
警察などはこの会話の正当性に関しては確認出来ないと主張している 。アデアの車は彼の祖母、ジェラルディン“ジェリー”アデア所有で、彼女はブリティッシュコロンビア、クアリカム・ビーチのビジネスコミュニティーにおける有数な地域住民だった。なお彼女は2011年に他界している。

## 余波
ヤングの友人のアリソン・クロウは「Lisa’s Song」(リサの曲)という曲をヤングのトリビュートとしてプロデュース&やリリースしている。
ヤングの母のマーチンは、ヤングの失踪後、健康が悪化していき2017年6月他界。21日以前から、高血圧をわずらい、人工透析措置を受けながら腎臓の移植手術を待っていた。マーチンの家族は、彼女の健康状態の劣化は自分の娘に何が起きたのか分からずいた事に起因していると信じている。母のマーチンの兄妹、キャロル・フランクは、マーチンは自分と娘のヤングのファースト・ネイションの血筋を大衆から最初は隠そうと告白した。性商売、アルコールや薬物などと関わっている、またホームレスの様な暮らしをしているなどの偏見が、ファースト・ネイションズに対してあるがゆえの恐れからだったと。
ヤングから最後の連絡を貰っていたハーリーは2018年3月25日に他界している。ブリティッシュコロンビアハイウェイ19Aを27歳の知人女性と午前01:00時に歩いていた際に北方向レーンに落とし物を拾おうとした際に、車に衝突された。当日の午前06:15時に死亡が確認された。車の運転手は法定時速を10キロ以上下回っていたが、その62歳の女性運転手はハーリーを避ける事が出来なかったと。理由としては光沢反射の洋服などを纏っていなかった事も挙げれている。ハーリーは永年38歳だった。
2020年5月、「”Where is Lisa?”(リサはどこへ？)」という新たな長編ポッドキャストがリサ・マリー・ヤングのケースに関し出版された。リサのストーリーIslandcrime.ca(バンクーバーアイランドにて起きた犯罪などに着目したオンライン番組)のファーストシーズンに含まれた。ポッドキャストはカナダ、アップルチャートのトリゥークライム(実際起きた犯罪)のトップ10にランキングした。